# Universidad de Estudios Extranjeros de Tokio
La Universidad de Estudios Extranjeros de Tokio (東京外国語大学 Tōkyō Gaikokugo Daigaku?), normalmente citada como TUFS, es una universidad para investigación especializada en Fuchū, Tokio, Japón.
TUFS está dedicada principalmente al estudio de las lenguas extranjeras, las relaciones internacionales y los estudios extranjeros. También es una institución asiático-africana.

## Historia
La universidad es la más antigua institución dedicada al estudio de las relaciones internacionales en Japón. Comenzó como el Instituto para el Estudio de Documentos Extranjeros (蛮書調所 Bansho Shirabesho?), una oficina de traducción del shogunato Tokugawa establecido en 1857.
Subsiguientemente fue establecida como un institución independiente de carácter educativo e investigador con el nombre de Escuela de Tokio de Lenguas Extranjeras (東京外国語学校 Tōkyō gaikokugo gakkō?) en 1899.
En 1999, la universidad celebró tanto el 126.º aniversario de su original fundación como el 100º aniversario de su independencia. El campus se trasladó a su actual localización, donde los estudiantes pueden estudiar en un ambiente moderno y de alta tecnología.

## Departamentos
Dispone de 26 departamentos de lenguas. Algunas de ellas son raramente enseñadas en Japón o incluso a nivel mundial.
- Estudios japoneses
  - Lengua japonesa
- Estudios de Asia Oriental
  - Lengua china
  - Lengua coreana
  - Lengua mongola
- Estudios de Asia suroriental
  - Lengua indonesia
  - Lengua malaya
  - Lengua tagala (Filipino)
  - Lengua tailandesa
  - Lengua laosiana
  - Lengua vietnamita
  - Lengua camboyana (Jemer)
  - Lengua birmana
- Estudios de Asia del Sur y occidental
  - Lengua árabe
  - Lengua bengalí
  - Lengua hindi
  - Lengua persa
  - Lengua turca
  - Lengua urdu
- Estudios europeos y americanos I
  - Lengua inglesa
  - Lengua alemana
- Estudios europeos y americanos II
  - Lengua francesa
  - Lengua italiana
  - Lengua española
  - Lengua portuguesa
- Estudios rusos y de Europa Oriental
  - Lengua rusa
  - Lengua polaca
  - Lengua checa

## Campus y dormitorios

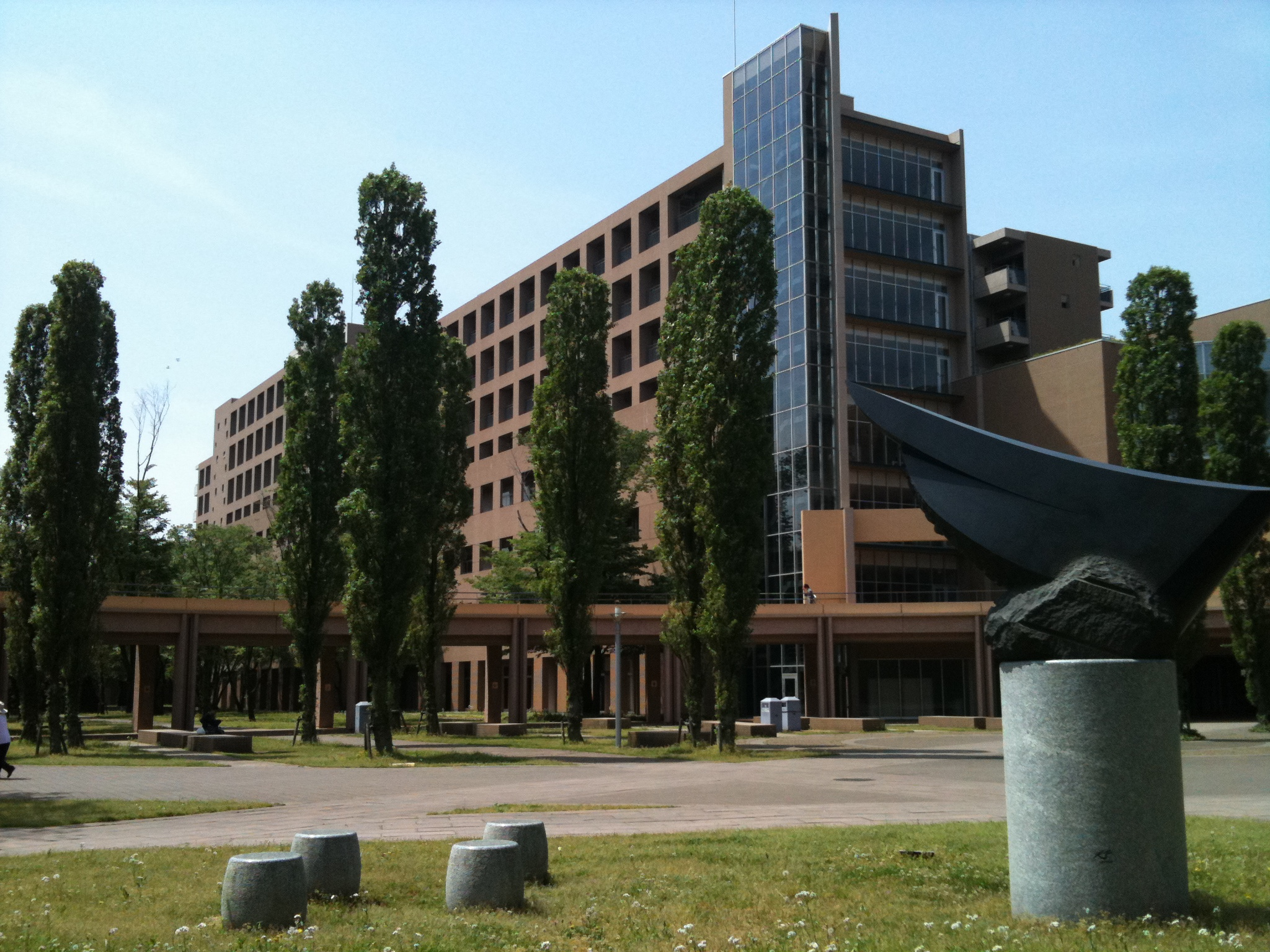
Edificio para lecciones y estudios

El campus principal de la TUFS en Fuchū está situado en Asahi-chō cerca de la Estación de Tama de la línea Seibu Tamagawa. Las clases son realizadas principalmente en el edificio de Investigaciones y Lecciones y, para los estudiantes extranjeros, en el Centro de Lengua Japonesa. El campus dispone asimismo de una biblioteca, gimnasio, campo deportivo, cafetería y una pequeña tienda, con otra tienda de conveniencia localizada junto al acceso norte.
Sólo los estudiantes extranjeros pueden alojarse en el campus, en las Residencias Internacionales localizadas en la parte trasera del campus junto al campo deportivo. Los edificios disponen de habitaciones individuales (estudios) y algunas habitaciones más grandes similares a apartamentos. Además de las habitaciones, los alumnos pueden usar cocinas comunes, una habitación de música y duchas y lavandería comunes en cada piso del segundo edificio.

### Festival escolar (Gaigosai)
El Gaigosai, generalmente celebrado a finales de noviembre, es conocido por su originalidad. Los estudiantes de primer año proporcionan alimentos de los países de los que provienen, mientras que los de segundo año realizan obras de teatro en la lengua que estudian. Las obras se llaman gogeki. A veces utilizan textos teatrales escritos en esas lenguas, pero a menudo traducen obras de otros idiomas por sí mismos. Ha recibido alguna subvención por parte del gobierno japonés.

### Rankings
La universidad tiene una buena posición en casi todos los rankings académicos japoneses, pese a no ser tan conocida como otras. Fue posicionada en el 34º, 23º and 20º puestos de 181 universidades en el periodo 2008-2010 en el ranking "Universidades realmente fuertes (本当に強い大学)" de Toyo Keizai.

### Popularidad
La TUFS una de las universidades más populares del país. Su examen de acceso está considerado uno de los más difíciles entre las universidades públicas.

## Intercambios internacionales
La TUFS realiza intercambios con 35 universidades en el extranjero.
- Taiwán
  - Universidad National de Chengchi
  - Universidad Nacional de Taiwán
- Indonesia
  - Universidad Gajah Mada
  - Universidad de Indonesia
- Corea del Sur
  - Universidad Yonsei
  - Universidad Nacional de Seúl
  - Universidad de Hankuk de Estudios Extranjeros
- Laos
  - Universidad nacional de Laos
- Mongolia
  - Universidad Nacional de Mongolia
- Filipinas
  - Universidad de las Filipinas Diliman
- Tailandia
  - Universidad Srinakharinwirot
- Vietnam
  - Universidad de Ciencias Sociales y Humanidades (Hanoi)
- Singapur
  - Universidad Nacional de Singapur
- India
  - Universidad de Delhi
- Camboya
  - Universidad Real de Nom Pen
- China
  - Shanghai Foreign Language University
- Hong Kong
  - Universidad China de Hong Kong
  - Universidad de Hong Kong
- Australia
  - The Australian National University
- Brasil
  - Universidade Federal do Paraná
  - Universidade do Estado do Rio de Janeiro
- Turquía
  - Universidad de Ankara
  - Universidad Boğaziçi
  - Universidad Çanakkale 18 Mart
- Siria
  - Universidad de Damasco
- Egipto
  - Universidad de El Cairo
  - Universidad Ain Shams
- Canadá
  - University of British Columbia
- Estados Unidos
  - Universidad de California
  - Cornell University
  - California State University
  - Universidad de Columbia
  - State University of New York
  - Mills College
- Uzbekistán
  - Universidad Estatal de Tashkent de Estudios Orientales
- República Checa
  - Universidad Carolina
- Francia
  - Universidad Sorbona Nueva - París 3
  - Instituto de Estudios Políticos de París
  - Institut National des Langues et Civilisations Orientales
- Irlanda
  - Universidad Colegio Cork
- Italia
  - Instituto Universitario Orientale di Napoli
  - Università Ca' Foscari
  - Universidad de Turín
- Portugal
  - Universidad de Coímbra
- España
  - Universidad Autónoma de Madrid
  - Universidad Autónoma de Barcelona
  - Universidad de Sevilla
  - Universidad Pompeu Fabra
- Reino Unido
  - School of Oriental and African Studies, Universidad de Londres
  - Universidad de Leeds
  - Universidad de Mánchester
- Rusia
  - Universidad Estatal de Rusia para las Humanidades
- Alemania
  - Universidad de Marburgo
  - Universidad de Erlangen-Núremberg
  - Universidad de Gießen
  - Universidad de Bielefeld
  - Universidad de Gotinga

### Alumnos
- Futabatei Shimei, novelista
- Nitobe Inazō, educador
- Jinzai Kiyoshi, novelista
- Jun Ishikawa, autor
- Firoz Mahmud, artista visual, Bangladés
- Masahiko Shimada, autor
- Nankichi Niimi, autor
- Chūya Nakahara, poeta
- Kafū Nagai, autor
- Mari Yonehara, ensayista
- Oh Seon-hwa, profesor de la Universidad de Takushoku
- Hamada Kazuyuki, político
- Hashimoto Ben, político
- Hiroshi Saitō, político
- Uchiyama Iwataro, político
- Nakajima Mineo, rector de la Universidad Internacional de Akita
- Sakai Kuniya, rector de la Universidad de Kanda de Estudios Extranjeros
- Sakae Osugi, anarquista
- Yasuhiko Nagano, etnólogo
- Matsuzono Makio, etnólogo
- Hiroji Kataoka, profesor de la Universidad Daito Bunka
- Shinji Maejima, orientalista
- Okakura Kakuzō, intelectual
- Maeda Yoshinori, presidente de la NHK
- Morohoshi Sayaka, periodista
- Okakura Kakuzō, intelectual
- Shinichiro Sawai, director de cine
- Yoshio Ōkubo, presidente de Nippon Television
- Yukihide Takekawa, cantante y compositor
- Yūko Nakamura, actriz
- Genki Hitomi, cantante
- Aoki Satoshi, directivo de Honda
- Yamashita Hideki, presidente de Shueisha
- Murakami Koichi, presidente de Fuji Television
- Hasegawa Kouji, CEO de Shuto Expressway
- Mizukami Kenya, directivo del Yomiuri Shimbun
- Arakawa Shoshi, CEO de Bridgestone
- Fujiwara Sakuya, vicepresidente del Banco de Japón
- Saiga Fumiko, juez de la Corte Penal Internacional y embajador de Japón en Naciones Unidas
- Sato Satoru, embajador de Japón en España
- Yamamoto Keiji, emabajador
- Komano Kinichi, embajador de Japón en Irán
- Nishioka Atsushi, embajador de Japón en Yibuti
- Sato Soichi, embajador de Japón en República Dominicana
- Hoshi Hideaki, embajador de Japón en Estonia
- Myoui Ryozo, embajador de Japón en Angola
- Minagawa Kazuo, embajador de Japón en Uganda
- Fujita Tadashi, embajador
- Tanaka Saburo, embajador de Japón en Cuba
- Inoue Masayuki, embajador de Japón en Bangladés
- Hanada Marohito, embajador de Japón en Mongolia
- Kidokoro Takuo, embajador de Japón en Mongolia
- Nakasone Goro, embajador de Japón en Paraguay
- Honda Hitoshi, embajador de Japón en Finlandia
- Tokura Eiji, embajador de Japón en Suecia
- Arai Koichi, embajador de Japón en Alemania Oriental
- Tanabe Ryuichi, embajador de Japón en Polonia
- Katsu Shigeo, vicepresidente del Banco Mundial
- Kanbara Masanao, CEO de Mitsubishi
- Kuwahara Michio, CEO de Daiei
- Shimizu Shinjiro, presidente de Mitsui
- Kodera Kei, presidente de Toys "R" Us(Japón)
- Hidaka Nobuhiko, presidente de Gartner(Japón)
- Keizo Morikawa, presidente de Cosmo Oil
- Melt-Banana, músico
- Jalsan, tulku y profesor de mongol en la Universidad de Mongolia Interior[6]
- Takuma Nakahira, fotógrafo y crítico
- Yasuhiro Matsuda, profesor de la Universidad de Tokio